# Oxprenolol
Oxprenololul este un medicament din clasa beta-blocantelor neselective, fiind utilizat în tratamentul unor afecțiuni cardiace.
Acționează și ca antagonist al receptorilor serotoninergici 5-HT1A și 5-HT1B.

## Utilizări medicale
Oxprenololul este utilizat în:
- hipertensiunea arterială esențială;
- angină pectorală;
- aritmii.